# De Saroniske Øer
De Saroniske Øer er små græske øer, der ligger tæt på fastlandet nær Athen.
Øerne i den Saroniske Bugt er: 
- Égina
- Poros
- Hydra
- Spetses
- Agistri

37°48′N 23°30′Ø / 37.8°N 23.5°Ø